# 第65回天皇杯全日本サッカー選手権大会
第65回天皇杯全日本サッカー選手権大会（だい65かいてんのうはいぜんにほんサッカーせんしゅけんたいかい）は、1985年（昭和60年）12月14日から1986年（昭和61年）1月1日まで開かれた天皇杯全日本サッカー選手権大会である。

## 概要
- 本大会出場は32チーム。

## 出場チーム

### 日本サッカーリーグ1部
- 古河電工（22回目）
- 日立製作所（21回目）
- 三菱重工（21回目）
- ヤンマー（18回目）
- 日本鋼管（14回目）
- フジタ工業（14回目）
- 本田技研（12回目）
- 読売クラブ（11回目）
- ヤマハ発動機（9回目）
- 日産自動車（8回目）
- 住友金属工業（6回目）
- 全日空横浜（初出場）

### 北海道
- 札幌大学（11回目）

### 東北
- 福島FC（3回目）

### 関東
- 中央大学（15回目）
- 筑波大学（12回目）
- 東芝（5回目）
- 国士舘大学（4回目）
- 東邦チタニウム（2回目）

### 北信越
- 日精樹脂工業（7回目）
- 新潟イレブン（3回目）

### 東海
- トヨタ自動車（11回目）
- コスモ石油（3回目）
- 西濃運輸（2回目）

### 関西
- 田辺製薬（12回目）
- 大阪体育大学（6回目）
- 松下電器（5回目）
- 同志社大学（3回目）

### 中国
- マツダ（34回目）

### 四国
- 帝人（16回目）

### 九州
- 新日本製鐵（29回目）
- 三菱化成黒崎（初出場）

## 試合

### 1回戦
- フジタ工業 2-1 大阪体育大学
- 田辺製薬 3（延長）1 帝人
- ヤンマー 3-0 コスモ石油
- 松下電器 2（延長）3 三菱重工
- ヤマハ発動機 2-0 中央大学
- 日精樹脂工業 1-3 全日空横浜
- 国士舘大学 2-3 トヨタ自動車
- 東芝 1-2 本田技研
- 日本鋼管 3-0 筑波大学
- 札幌大学 0-2 東邦チタニウム
- 日立製作所 6-0 福島FC
- 新潟イレブン 0-6 日産自動車
- 読売クラブ 3-0 西濃運輸
- マツダ 1（延長）0 住友金属工業
- 同志社大学 0-2 新日本製鐵
- 三菱化成黒崎 0-9 古河電工

### 2回戦
- フジタ工業 1（延長）0 田辺製薬
- ヤンマー 0-4 三菱重工
- ヤマハ発動機 1-0 全日空横浜
- トヨタ自動車 2-1 本田技研
- 日本鋼管 3-1 東邦チタニウム
- 日立製作所 0-2 日産自動車
- 読売クラブ 0-1 マツダ
- 新日本製鐵 0-2 古河電工

### 準々決勝
- フジタ工業 2-0 三菱重工
- ヤマハ発動機 1-2 トヨタ自動車
- 日本鋼管 2(PK2-3)2 日産自動車
- マツダ 2-1 古河電工

### 準決勝
- フジタ工業 2-1 トヨタ自動車
- 日産自動車 5-0 マツダ

### 決勝
- フジタ工業 0-2 日産自動車